# Municipio de Sherman (condado de Calhoun)
El municipio de Sherman (en inglés: Sherman Township) es un municipio ubicado en el condado de Calhoun en el estado estadounidense de Iowa. En el año 2010 tenía una población de 456 habitantes y una densidad poblacional de 4,94 personas por km².

## Geografía
El municipio de Sherman se encuentra ubicado en las coordenadas 42°30′42″N 94°37′44″O / 42.51167, -94.62889. Según la Oficina del Censo de los Estados Unidos, el municipio tiene una superficie total de 92.36 km², de la cual 90,72 km² corresponden a tierra firme y (1,77 %) 1,63 km² es agua.

## Demografía
Según el censo de 2010, había 456 personas residiendo en el municipio de Sherman. La densidad de población era de 4,94 hab./km². De los 456 habitantes, el municipio de Sherman estaba compuesto por el 98,9 % blancos, el 0,66 % eran afroamericanos, el 0,22 % eran asiáticos y el 0,22 % eran de una mezcla de razas. Del total de la población el 0,44 % eran hispanos o latinos de cualquier raza.